# Robert Rehme
Robert Rehme (Cincinnati, 5 de maio de 1935) é um produtor de cinema estadunidense creditado por inúmeros filmes conhecidos como Patriot Games, Clear and Present Danger e The General's Daughter. Além disso, foi presidente da Academia de Artes e Ciências Cinematográficas entre 1992–1993 e 1997–2001.